# La chulapona
La chulapona es una zarzuela, denominada por sus autores como "Comedia lírica", en tres actos, con música de Federico Moreno Torroba y libreto de Federico Romero Sarachaga y Guillermo Fernández-Shaw Iturralde. Se estrenó en el Teatro Calderón de Madrid el 31 de marzo de 1934. 

## Comentario
Considerada obra representativa del casticismo madrileño dentro de la zarzuela grande que había sentado precedente Doña Francisquita. Federico Romero y Guillermo Fernández Shaw plantean una trama que se aleja de los moldes tradicionales, para crear una historia que respira humanidad, con personajes psicológicamente estudiados y una trama que está más cerca de la tragedia que de la propia comedia, como alude su calificación.
En el apartado musical, Federico Moreno Torroba vuelve a mirar hacia el siglo XIX, como hizo con Luisa Fernanda, salvo que en esta trata de recrear más el casticismo que el historicismo de su predecesora, creando una partitura de gran aliento lírico, llegando a momentos de intenso dramatismo, gracias a un gran libreto, repleto de situaciones musicales y de gran calidad literaria.

## Argumento
La acción transcurre en el Madrid castizo, a finales del siglo XIX.

### Acto primero
La acción comienza en un obrador de plancha, que dirige Manuela, una mujer de gran carácter y carisma a la que todo el barrio admira. Las oficialas se entretienen en bailar al son del organillo, que les proporciona "el Chalina", un chulo organillero. Al momento aparece Don Epifanio, un pobre funcionario en paro, huyendo de Venustiana, la madre de Rosario, una de las obreras del taller, la cual viene reclamándole cuarenta duros que lo prestó. Tras ocultarlo y lograr que se marche, Don Epifanio huye. 
Aparece Manuela por el taller, explicando el motivo de su tardanza; al poco entra el Señor Antonio, un hombre adinerado y dueño de un café que lleva muchos años enamorado de Manuela y que viene a recoger a su hija, la cual se casará pronto. Quedan a solas Rosario y Manuela, entablando una conversación en donde reluce el amor que Manuela profesa a su novio José María, un apuesto tratante del matadero. Rosario siente envidia por tales amores y trata de ponerle algunas dudas en el corazón de Manuela. Llega José María y ambos entablan una amorosa conversación, suscitando las envidas de Rosario; tras despedirse vuelven a sus quehaceres que se ven interrumpidos por la visita del hermano de Manuela Juan de Dios, el cual es un pobre cargado de hijos, al cual Manuela socorre siempre. En la conversación se transluce que Don Epifanio es el padre de Manuela. 
Se desata una bronca en la Calle, es el susodicho Don Epifanio que es acorralado y golpeado dentro del taller, por Venustiana, la cual reclama ferozmente su dinero. Manuela decide pagar la deuda, poniendo de garantía un hermoso mantón de manila, hasta que pague la deuda. Tras pasar la pelea, Manuela siente en su cabeza rebullir las dudas que le puso Rosario y trata de ir a buscar a José María. Este vuelve a buscar un pañuelito que había dejado y se encuentra con Rosario, la cual trata de seducirlo y este le responde besando sus ojos, Manuela lo ha contemplado todo, y decide despedir a Rosario y a José María con todo el dolor de su corazón.

### Acto segundo

#### Cuadro primero
La acción comienza en una plazuela del barrio de la morería cuando todo el mundo se prepara para ir a los toros, incluidos Juan de Dios, el cual hace de ciego para poder conseguir algo de dinero para los toros. José María se encuentra con el Señor Antonio, y le comenta la nueva situación, tras romper con Manuela, ahora es novio de Rosario y va a ir con ella y con su madre a los toros. Aparece Venustiana acompañada del brazo del Chalina, el cual le hace la corte, llega Manuela, la cual viene a buscar el mantón. Al ver al conjunto siente un súbito ataque de rabia y le recrimina a Rosario el uso de su mantón de manila, que al final logra recuperar, desafiando a Rosario y a José María.

#### Cuadro segundo
Han pasado varios días, y Rosario no tiene noticias de José María, al cual busca desesperadamente pues necesita hablar con él. Delante del café de naranjeros, propiedad del Señor Antonio, Juan de Dios se topa con don Epifanio, el cual trabaja como portero del mismo, encargándose de vigilar a los camorristas y disolver las peleas. Llega José María y entra en el café dispuesto a ahogar sus penas.

#### Cuadro tercero
Dentro del café de naranjeros se desarrolla una gran juerga, donde intervienen jaleadoras y cantadoras animando a la concurrencia. Manuela entra en el café, aprovechando la excusa de llevar un regalo de bodas para Emilia, para ver si encuentra a José María. El Chalina aprovecha para coquetear con una de las cantadoras, sin saber que la venustiana ha entrado en el local, al descubrirlo trata de empezar una pelea, Don Epifanio trata de intervenir pero es corrido a puñetazos por Venustiana, el Señor Antonio sale en su defensa y lo despide, ya que ha fallado en su cometido. Al final Manuela logra encontrar a José María, y reconciliarse con él.

### Acto tercero
Se celebra la boda de Emilia en los viveros de Madrid, allí han sido invitados todas las obreras del taller y varias personas del barrio, entre ellas Juan de Dios y don Epifanio. Todo transcurre con normalidad hasta la aparición de Rosario, la cual trata de hablar con Manuela a solas, tras conseguirlo le comenta que si busca a José María es para comunicarle que está embarazada de él. Al saber esto, Manuela decide romper con él, obligándolo a casarse con Rosario, puesto que ella misma padeció el no haber tenido un padre que le diera nombre. Al final acepta el matrimonio con el Señor Antonio, resignada y entristecida.

## Números musicales

### Acto primero
- Introducción, coro y Mazurca: "No cantes más la africana"
- Entrada y Pasacalle de Manuela: "Creí que no venia"
- Terceto de Manuela, José María y Rosario: "Se puede pasar paloma"
- Escena de la pelea: "¡Mecachis, qué voces!"
- Dúo de José María y Rosario: "Ese pañuelito blanco"
- Fin del acto primero[2]

### Acto segundo

#### Cuadro primero
- Introducción, escena y guajiras: "¡Ahí va una cosa que sé!"
- Escena y pasacalle del barrio: "Dejaría de ser Madrileño"
- Escena y fin del cuadro primero: "¿Dónde va presumiendo la sal morena?"

#### Cuadro segundo
- Introducción y escena: "¡Ole!"
- Nocturno y romanza de José María: "Tiene razón amigo"

#### Cuadro tercero
- Introducción y jaleo flamenco: "Si me dices que me quieres"
- Escena y fin del acto segundo: "¡Déjeme, Señor Antonio!"

### Acto tercero
- Escena y chotís: "¡Ande, Señor retratista!"
- Dúo de Manuela y Rosario: "Confieso que le quise por envidia"
- Fin de la obra

## Personajes principales
- Manuela, jefa del taller de plancha (mezzosoprano).
- Rosario, oficiala y amiga de Manuela (soprano).
- José María, novio de Manuela (tenor).
- Juan de Dios, hermano de Manuela (tenor cómico).
- Señor Antonio, padre de Emilia y eterno enamorado de Manuela (tenor cómico).
- Doña Venustiana, madre de Rosario y prestamista (mezzosoprano cómica).
- El Chalina, organillero achulado y algo aprovechado (tenor cómico).